# Pycnogonum angulirostrum
Pycnogonum angulirostrum är en havsspindelart som beskrevs av Stock, J.H. 1959. Pycnogonum angulirostrum ingår i släktet Pycnogonum och familjen Pycnogonidae. Inga underarter finns listade i Catalogue of Life.